# Interpretatywizm
Interpretatywizm – jedna z orientacji badawczych, mająca znamiona paradygmatu (i za takowy uważana w typologii paradygmatów socjologicznych Burrella i Morgana), rozwinięta w opozycji do funkcjonalizmu. Występuje także pod nazwą antropologii symbolicznej.
Podstawowym założeniem interpretatywistów jest, że do zrozumienia reguł danego społeczeństwa czy kultury niezbędne jest wniknięcie w rzeczywistość społeczną ludzi, którzy posługują się nimi na co dzień. W przeciwieństwie do funkcjonalistów badacz interpretatywista nie będzie w badaniach terenowych stosował uprzednio przygotowanego lub zapożyczonego modelu teoretycznego, ale będzie raczej starał się o tzw. gęsty opis (thick description), czyli opis kultury w oczach jej uczestnika. Celem badania jest zrozumienie, co dla członków społeczności jest ważne - to oni nadają symboliczne znaczenia artefaktom, tworzą normy i wartości, autentycznie rozumieją system, w którym działają. Badacz (zdaniem interpretatywistów) nie powinien zatem arbitralnie przypisywać funkcjonalnych znaczeń temu, co obserwuje, a raczej zaufać badanym, że rozumieją swój świat lepiej od niego.
Prekursorami tego podejścia są Clifford Geertz, David Schneider, Victor Turner, Barbara Czarniawska, James Clifford, George E. Marcus oraz Mary Douglas.
W Polsce studia interpretatywne uprawiają m.in. Krzysztof Konecki i Monika Kostera.